# Friedrich Wilhelm Kaeding
Friedrich Wilhelm Kaeding (* 18. September 1843 in Rathenow; † 29. August 1928) war ein deutscher Stenograph. 1874 gründete er zusammen mit dem Lehrer Adolf Dreinhöfer den Verband Stolzescher Stenographenvereine. Er betrieb aktiv die Entwicklung des Systems Stolze-Schrey und bemühte sich um eine Vermittlung zwischen den verschiedenen Stenographie-Schulen. Er war entscheidend an der Fortentwicklung der Stenographie beteiligt und nacheinander Mitglied verschiedener Stenographenorganisationen. Eine Reihe von Publikationen galten der Stenographie; besonders bemühte er sich um Biographie und Werk Wilhelm Stolzes.

## Leben
Kaeding besuchte das Gymnasium bis zur Sekunda und leistete Militärdienst. Wegen des frühen Todes seines Vaters war ihm ein Studium verwehrt. 1868 siedelte er nach Berlin über, wo er ab 1873 bei der Reichsbank tätig war (1882 Kalkulator, 1895 Oberkalkulator, 1899 Rechnungsrat, 1910 Geheimer Rechnungsrat).

## Lebenswerk
Aus seiner Arbeit für die Stenographie erwuchs ein Werk, das weit über diesen Rahmen hinaus Resonanz fand. Auf dem Stolze-Tag im September 1891 in Berlin beantragte er, umfangreiche statistische Erhebungen zum Deutschen durchzuführen, da ihm die bis dahin vorliegenden Statistiken als unzureichend erschienen, um gesicherte Daten zur Verbesserung der Stenographie (Kurzschrift) zu erhalten. Der Antrag wurde akzeptiert. Aufgrund von Voruntersuchungen zielte das Unternehmen darauf ab, 20.000.000 Silben bzw. fast 11.000.000 Wörter zu erheben. Dabei ging es um die Feststellung der Häufigkeit von Wörtern, Silben und Lauten im Deutschen.
Die Erhebung, die unter Beteiligung sehr vieler Mitarbeiter in über 100 Zählstellen im Deutschen Reich durch Auswertung von rund 300 belletristischen und anderen Werken durchgeführt wurde – allein in der ersten Phase waren 665 Personen beteiligt –, wurde auszugsweise in dem wegweisenden und bedeutenden Werk Häufigkeitswörterbuch der deutschen Sprache unter der Herausgeberschaft von Kaeding (1897/98) publiziert; die vollständigen Unterlagen wurden der Königlichen Bibliothek übergeben. Ortmann (1978) fand sie in der deutschen Staatsbibliothek in Ostberlin vor.
Das aufwändige Unternehmen des Häufigkeitswörterbuchs/Frequenzwörterbuchs, das Kaeding angeregt und schließlich durch Publikation abgeschlossen hat, hat eine vielfältige Resonanz in der Linguistik, besonders in der Quantitativen Linguistik, gefunden und zu ähnlichen Unternehmungen angeregt. Als Nachfolger, die sein Werk aufgegriffen und fortgeführt haben, sind aus der deutschen Linguistik vor allem Helmut Meier mit seinem Hauptwerk Deutsche Sprachstatistik und Wolf Dieter Ortmann (1975ff.) zu nennen.

## Werke
- Friedrich Wilhelm Kaeding [Hrsg.]: Häufigkeitswörterbuch der deutschen Sprache. Festgestellt durch einen Arbeitsausschuß der deutschen Stenographie-Systeme. Erster Teil: Wort- und Silbenzählungen. Zweiter Teil: Buchstabenzählungen. Selbstverlag des Herausgebers, Steglitz bei Berlin: 1897/98. Teilabdruck in: Beiheft zu Grundlagenstudien aus Kybernetik und Geisteswissenschaften. Bd. 4/1963.
- Friedrich Wilhelm Kaeding: Das Häufigkeitswörterbuch und die Geläufigkeitsuntersuchungen. In: Magazin für Stenographie XX, 1899, S. 83–87, 90–94, 115–119, 129–133, 153–158.
- Friedrich Wilhelm Kaeding: Wilhelm Stolze, sein Leben und Wirken. 18 Bde. in 1. Verlag für Stenographie, Magdeburg 1922.

## Biographisches zu Kaeding
- Oscar Böer: Unser Kaeding. In: Der Deutsche Stenograph XIII, 1913, S. 295–298.
- Rudolf Bonnet: Männer der Kurzschrift. 572 Lebensabrisse von Vorkämpfern und Führern der Kurzschriftbewegung. Winklers Verlag (Gebrüder Grimm), Darmstadt 1935.
- Hans Lambrich & Aloys Kennerknecht (1962). Entwicklungsgeschichte der Deutschen Kurzschrift. Winklers Verlag – Gebrüder Grimm, Darmstadt 1962, S. 248, Porträt S. 23.
- Nachruf [auf F.W. Kaeding]. In: Der Deutsche Stenograph 28, 1928, S. 129.
- Rechnungsrat F.W. Kaeding. In: Der Deutsche Stenograph 8, 1908, S. 412–413.
- Laurenz Schneider, Georg Blauert (Hrsg.): Geschichte der deutschen Kurzschrift. Heckners Verlag, Wolfenbüttel: 1936, S. 150.

## Weitere Literatur
- Karl-Heinz Best: Quantitative Linguistik: Eine Annäherung. 3., stark überarbeitete und ergänzte Auflage. Peust & Gutschmidt, Göttingen 2006, S. 41, ISBN 3-933043-17-4 (Anpassung der Hyperpoisson-Verteilung an die Wortlängenhäufigkeiten in Kaedings Häufigkeitswörterbuch der deutschen Sprache.)
- Karl-Heinz Best: Friedrich Wilhelm Kaeding (1843-1928). In: Glottometrics 18, 2009, S. 81–87 (PDF Volltext). (Wiederabdruck in: Karl-Heinz Best (Hrsg.): Studien zur Geschichte der Quantitativen Linguistik. Band 1. RAM-Verlag, Lüdenscheid 2015, Seite 78–85, ISBN 978-3-942303-30-9.)
- Reinhard Köhler, Gabriel Altmann, Rajmund G. Piotrowski (Hrsg.): Quantitative Linguistik – Quantitative Linguistics. Ein internationales Handbuch. de Gruyter, Berlin / New York 2005, ISBN 3-11-015578-8 (Das Buch enthält entsprechend der Bedeutung Kaedings für die Quantitative Linguistik eine ganze Reihe von Hinweisen, leicht über den Index erschließbar.)
- Helmut Meier: Deutsche Sprachstatistik. 2., erweiterte und verbesserte Auflage. Olms, Hildesheim 1967, 1978, ISBN 3-487-00735-5 (1. Auflage 1964)
- Wolf Dieter Ortmann: Hochfrequente deutsche Wortformen I. 7995 Wortformen der KAEDING-Zählung, rechnersortiert in alphabetischer und rückläufiger Folge, nach Häufigkeit und Hauptwortarten. Herausgegeben vom Goethe-Institut, Arbeitsstelle für wissenschaftliche Didaktik, Projekt Phonothek. Goethe-Institut, München: 1975. (Dies ist der erste einer ganzen Reihe von Bänden, in denen Ortmann das Kaedingsche Häufigkeitswörterbuch der deutschen Sprache auswertet.)